# Personality
Personality är det andra studioalbumet från den kroatiska sångerskan Nina Badrić. Albumet släpptes år 1997. Albumet innehåller 13 låtar. Albumet innehåller en cover på hitlåten "I'm So Excited" av The Pointer Sisters vilket är albumets enda låt på engelska. Albumet innehåller en remix på låten "Ja za ljubav neću moliti" samt en remix på den engelska coverlåten. Det finns även en instrumental version av låten "Ako odeš ti" på albumet.

## Låtlista
| Nr  | Titel                            | Längd |
| --- | -------------------------------- | ----- |
| 1.  | Budi tu                          | 3:48  |
| 2.  | Daleko od tebe                   | 4:22  |
| 3.  | I'm so excited                   | 3:53  |
| 4.  | Pusti me da živim                | 4:07  |
| 5.  | Ako odeš ti                      | 4:04  |
| 6.  | Ja za ljubav neću moliti         | 4:41  |
| 7.  | Bolja od najbolje                | 5:08  |
| 8.  | Ako pogledaš u mene              | 4:19  |
| 9.  | Trebam te                        | 4:54  |
| 10. | Ostani                           | 4:09  |
| 11. | Ja za ljubav neću moliti (Remix) | 6:16  |
| 12. | I'm so excited (Remix)           | 3:55  |
| 13. | Ako odeš ti (instrumental)       | 4:00  |